# Ellis Island
Ellis Island er en ø ved indsejlingen til Jersey City, USA, hvor man den 1. januar 1892 begyndte at modtage hvad der skulle blive til mere end 12 millioner indvandrere til USA. I dag er Ellis Island et museum.

## Ekstern henvisning
- Ellis Island Passenger Arrivals Arkiveret 10. september 2008 hos  Wayback Machine – søgning i passagerlister på skibe med immigranter, der anløb Ellis Island.

40°41′55″N 74°2′24″V / 40.69861°N 74.04000°V